# Право у Совјетском Савезу
Правни систем Совјетског Савеза је право какво се развило у Совјетском Савезу (СССР) након Октобарске револуције 1917. године. Модификоване верзије совјетског правног система функционисале су у многим комунистичким државама након Другог светског рата, укључујући Монголију, Народну Републику Кину, земље Варшавског пакта (источне Европе), Кубу и Вијетнам .

## Совјетски концепт права
Совјетско право је било утемељено уруском праву (из предреволуционарног периода) и марксизму-лењинизму. Пререволуционарни утицаји обухватали су византијско право, монголско право, руско православно канонско право и западно право . Западно право је углавном било одсутно све до судске реформе Александра II која се догодила 1864. године, пет деценија пре револуције. Упркос томе, врховна власт закона и једнакост пред законом нису били добро познати концепти, цар још увек није био везан законом, а „полиција је имала неограничену власт“.
Марксизам посматра право као надградњу у моделу базе и надградње друштва. „Капиталистички“ закон је био оруђе „буржоаске доминације и одраз буржоаских вредности“. Како је закон био оруђе за одржавање класне доминације у бескласном друштву, закон би неизбежно нестао.
Као и све друге владине институције, судство је званично било подређено Врховном совјету Совјетског Савеза.
Совјетске власти су 1917. године званично укинуле све царске законе и успостављен је социјалистички правни систем. Према речима критичара Ричарда Пајпса, овај систем је укинуо западне правне концепте, укључујући владавину права, грађанске слободе, заштиту закона и гаранције имовине. На пример, профитерство би се могло тумачити као контрареволуционарна активност кажњива смрћу. Совјетски аутори су тврдили да је створена нова социјалистичка владавина права, која штити личну имовину и грађанске слободе и развија основе међународне владавине права.
Депортација Кулака од 1928. до 1931. године спроведена је у складу са одредбама Совјетског грађанског законика. Поједини совјетски правни стручњаци су чак тврдили да се „кривична репресија“ може применити и у одсуству кривице.
1960. године је објављено ново издање совјетског кривичног законика. Нови Кривични законик заменио је совјетски аналог те године.
Реформе из 1960-их покушале су да побољшају правосудни систем и активности судова, обнављајући и развијајући неколико демократских принципа, укидајући специјалне конференције при Министарству унутрашњих послова СССР-а и одређене категорије државних злочина.

## Уставно право
- Совјетски руски устав из 1918.
- Совјетски устав из 1924.
- Совјетски устав из 1936.
- Совјетски устав из 1977.

## Структура суда
Према званичном тумачењу, грађански поступци обухватају суђења која су „првенствено била [...] званична истрага истинитости изнетих тврдњи и одбране“. Совјетско право је у том погледу било веома слично грађанском праву земаља попут Француске и Немачке.

### Кривични случајеви
Кривични случајеви су се састојали од прелиминарног испитивања пре оптужнице и самог суђења. Најпре следоватељ (или „истражитељ“) „испитује оптуженог и сведоке и испитује доказе“. Окривљени је пре испитивања био обавештен о својим правима. Пре 1958. године, адвокат је био доступан само током процеса суђења. После 1958. године, адвокат је био доступан у последњој фази прелиминарног испитивања након што је оптужени био оптужен. Истражитељу је било забрањено да користи силу, мада је оптужени могао бити притворен на дуже време: до 10 дана пре подизања оптужнице, до 9 месеци током прелиминарне истраге (уз одобрење генералног тужиоца). Сведочење које би било употребљено на суђењу је представљено оптуженом. Истражитељ је био подређен прокуратури која је била задужена за кривично гоњење, „општи надзор“ законитости и пријављивање незаконитих управних радњи. Оптужница која је обухватала прелиминарни испит сматрана је „званичним записником“ на самом суђењу.
Првостепени суд се састојао од професионалног судије са мандатом од 5 година и два проценитеља (судије поротнике) из редова становништва са мандатом од 2,5 године. Поступак је био неформалан у поређењу са кривичним поступком у демократским земљама заснованим на владавини права. Судије су прво испитивале оптужене и сведоке, затим тужиоца и браниоца како би потврдиле доказе из оптужнице. Оптужени и жртва могли су да испитују један другог или сведок. Суд је одлуку доносио већином гласова. Оптужени или тужилац могли су да се жале на одлуке вишем суду који се састојао од три професионална судије који су преиспитивали чињенице и закон. Ако би се тужилац жалио, виши суд би могао да поништи пресуду и врати случај на поновно суђење. Иако је одлука апелационог суда била „коначна“, виши судови су је могли преиспитати као „надзор“. Овде су оптужени или његов/њен адвокат могли да поднесу поднеске, али нису могли да се појаве лично.
Судије су током суђења имале додатну одговорност да раде на едукацији људи, на пример, откривајући и отклањајући узроке и услове који су довели до злочина. Судије су углавном свеле правно-техничке детаље на минимум; наведена сврха суда била је да пронађе истину, а не да заштити законска права. Иако је већина саслушања била отворена за јавност, саслушања су се могла одржати и приватно, ако је совјетска влада то сматрала неопходним механизмом.

### Грађански суд
Совјетски грађански судски поступак није подразумевао утицај физичког мешања. Није било изненадног хапшења или притварања током прелиминарне фазе истраге. Суђење је у потпуности водио адвокат и, ако је било потребно, могла се добити обустава.

## Људска права
Према Универзалној декларацији о људским правима, људска права су „основна [права] и слободе на које сви људи имају право“, укључујући право на [живот] и [слободу], слободу изражавања и једнакост пред законом као и социјална, културна и економска права, укључујући право на учешће у култури, право на храну, право на рад и право на образовање.
Совјетско схватање људских права се веома разликовало од међународног права. Према правној теорији, „влада је корисник људских права која треба да се заступају против појединца“. Суштински посматрано, совјетска држава је сматрана извором људских права. Стога је совјетски правни систем сматрао право делом политике, а судове органима владе. Тајним полицијским агенцијама су дата широка вансудска овлашћења . Совјетска влада је у пракси значајно ограничила владавину права, грађанске слободе, заштиту закона и гаранције имовине, које су совјетски правни теоретичари попут Андреја Вишинског сматрали примерима „буржоаског морала“. Према речима Владимира Лењина, сврха социјалистичких судова „није била да елиминишу терор ... већ да га поткрепе и легитимишу у принципу“.
СССР и друге земље совјетског блока уздржале су се од потврђивања Универзалне декларације о људским правима (1948), сматравши да је она „превише правна“ и да потенцијално крши национални суверенитет. Совјетски Савез је касније потписао правно обавезујуће документе о људским правима, као што је Међународни пакт о грађанским и политичким правима из 1973. и Међународни пакт о економским, социјалним и културним правима из 1966. године, али они нису били широко познати нити доступни људима који су живели под комунистичком влашћу, нити су их комунистичке власти имплементиране на прави начин.
Злочин није био одређен као кршење закона, већ као свака радња која би могла угрозити совјетску државу и друштво. На пример, жеља за остваривањем профита могла би се протумачити као контрареволуционарна активност кажњива смрћу. Ликвидација и депортација милиона сељака је спроведена у складу са одредбама Совјетског грађанског законика. Неки совјетски правни стручњаци су чак рекли да се „кривична репресија“ може применити и у одсуству кривице.
Сврха јавних суђења била је „не да се покаже постојање или одсуство злочина — који су унапред били одређени од стране надлежне партијске власти — већ да се обезбеди још један форум за политичку агитацију и пропаганду ради подучавања грађана (видети чланак Московска суђења). Адвокати одбране, који су морали бити чланови странке, били су обавезни да кривицу својих клијената узму здраво за готово.“